# Campionati africani di atletica leggera 2016 - 3000 metri siepi maschili
La specialità dei 3000 metri siepi maschili ai Campionati africani di atletica leggera di Durban 2016 si è svolta il 22 giugno 2016 al Kings Park Stadium.

## Programma
| Data           | Ora | Turno  |
| -------------- | --- | ------ |
| 22 giugno 2016 |     | Finale |

## Risultati
| Class   | Atleta             | Nazione   | Tempo   | Note |
| ------- | ------------------ | --------- | ------- | ---- |
| Oro     | Chala Beyo         | Etiopia   | 8:21.02 |      |
| Argento | Tolosa Nurgi       | Etiopia   | 8:22.79 |      |
| Bronzo  | Abraham Kibiwott   | Kenya     | 8:24.19 |      |
| 4       | Phenus Kipleting   | Kenya     | 8:26.11 |      |
| 5       | Hamid Ezzine       | Marocco   | 8:29.36 |      |
| 6       | Jacob Araptany     | Uganda    | 8:29.60 |      |
| 7       | Rantso Mokopane    | Sudafrica | 8:35.02 |      |
| 8       | Malek Ben Amor     | Tunisia   | 8:47.31 |      |
| 9       | Abdalla Targan     | Sudan     | 8:47.47 |      |
| 10      | Sesebo Matlapeng   | Botswana  | 8:58.93 |      |
| 11      | Hossny Ismail Eisa | Sudan     | 9:08.99 |      |
| -       | Sibusiso Nyoni     | Zimbabwe  | dns     |      |
| -       | Getnet Bayabl      | Etiopia   | dns     |      |